# 森川桂造
森川 桂造（もりかわ けいぞう、1948年1月29日 - ）は、日本の実業家。コスモエネルギーホールディングス相談役。元石油連盟副会長。日本アラブ協会会長、日本アラブ首長国連邦協会会長。

## 略歴・人物
和歌山県出身。
東京外国語大学外国語学部インド・パーキスターン語学科（ヒンディー語専攻）卒業後、1971年4月大協石油（現：コスモ石油）入社。入社後、イリノイ大学アーバナ・シャンペーン校大学院に留学し、地理学で修士号を取得。入社後は一貫して原油輸入など海外関連の業務に従事し、ニューヨークやシンガポールに駐在。1997年経営企画部長、2000年取締役、2002年常務取締役、2004年専務取締役を経て、2008年6月より副社長。2012年6月に社長に就任。
2015年コスモエネルギーホールディングス社長、2017年会長。日本アラブ協会会長、日本アラブ首長国連邦協会会長、石油連盟副会長も務めた。
2023年4月旭日重光章受章。